# Holms socken, Medelpad
Holms socken i Medelpad  ingår sedan 1974 i Sundsvalls kommun och motsvarar från 2016 Holms distrikt.
Socknens areal är 304,30 kvadratkilometer, varav 251,60 land. År 2000 fanns här 524 invånare. Kyrkbyn Anundgård med sockenkyrkan Holms kyrka ligger i socknen. 

## Administrativ historik
Holms socken bildades senast omkring 1300 genom en utbrytning ut Lidens socken.
Vid kommunreformen 1862 övergick socknens ansvar för de kyrkliga frågorna till Holms församling och för de borgerliga frågorna bildades Holms landskommun. Landskommunen inkorporerades 1952 i Indals-Lidens landskommun som 1974 uppgick i Sundsvalls kommun.
1 januari 2016 inrättades distriktet Holm, med samma omfattning som församlingen hade 1999/2000.  
Socknen har tillhört fögderier, tingslag och domsagor enligt vad som beskrivs i artikeln Medelpad.  De indelta båtsmännen tillhörde Första Norrlands andradels båtsmanskompani.

## Geografi
Holms socken ligger nordväst om Sundsvall, kring Holmsjön. Socknen har odlingsbygd vid sjöarna och är däromkring höglänt sjörik kuperad skogsbygd med höjder som i norr når 459 meter över havet, sjörik skogig kusttrakt.
Länsväg 320 går förbi kyrkan och i övrigt genom socknen i sydost-nordvästlig riktning. Länsväg 305 går mot Stöde.

## Fornlämningar
Från stenåldern har anträffats boplatser. Inom socknen finns ungefär 100 fångstgropar.

## Namnet
Namnet (1380 Holm) kommer från kyrkbyn. Namnet innehåller holm i betydelsen 'upphöjning över kringliggande mark', kyrkan ligger på en höjd.

## Befolkningsutveckling
| Befolkningsutvecklingen i Holms socken, Medelpad 1750–1990                                               | Befolkningsutvecklingen i Holms socken, Medelpad 1750–1990 | Befolkningsutvecklingen i Holms socken, Medelpad 1750–1990 | Befolkningsutvecklingen i Holms socken, Medelpad 1750–1990 | Befolkningsutvecklingen i Holms socken, Medelpad 1750–1990 |
| --- | ---------------------------------------------------------- | ---------------------------------------------------------- | ---------------------------------------------------------- | ---------------------------------------------------------- |
| |                                                            |                                                            |                                                            |                                                            |
| År |                                                            |                                                            | Folkmängd                                                  |                                                            |
| 1750 | 1750                                                       |                                                            | 138                                                        |                                                            |
| 1760 | 1760                                                       |                                                            | 160                                                        |                                                            |
| 1769 | 1769                                                       |                                                            | 190                                                        |                                                            |
| 1780 | 1780                                                       |                                                            | 200                                                        |                                                            |
| 1790 | 1790                                                       |                                                            | 250                                                        |                                                            |
| 1800 | 1800                                                       |                                                            | 290                                                        |                                                            |
| 1810 | 1810                                                       |                                                            | 325                                                        |                                                            |
| 1820 | 1820                                                       |                                                            | 412                                                        |                                                            |
| 1830 | 1830                                                       |                                                            | 528                                                        |                                                            |
| 1840 | 1840                                                       |                                                            | 585                                                        |                                                            |
| 1850 | 1850                                                       |                                                            | 735                                                        |                                                            |
| 1860 | 1860                                                       |                                                            | 895                                                        |                                                            |
| 1870 | 1870                                                       |                                                            | 944                                                        |                                                            |
| 1880 | 1880                                                       |                                                            | 1 203                                                      |                                                            |
| 1890 | 1890                                                       |                                                            | 1 367                                                      |                                                            |
| 1900 | 1900                                                       |                                                            | 1 312                                                      |                                                            |
| 1910 | 1910                                                       |                                                            | 1 303                                                      |                                                            |
| 1920 | 1920                                                       |                                                            | 1 333                                                      |                                                            |
| 1930 | 1930                                                       |                                                            | 1 291                                                      |                                                            |
| 1940 | 1940                                                       |                                                            | 1 278                                                      |                                                            |
| 1950 | 1950                                                       |                                                            | 1 058                                                      |                                                            |
| 1960 | 1960                                                       |                                                            | 921                                                        |                                                            |
| 1970 | 1970                                                       |                                                            | 664                                                        |                                                            |
| 1980 | 1980                                                       |                                                            | 543                                                        |                                                            |
| 1990 | 1990                                                       |                                                            | 552                                                        |                                                            |
| Anm: Källor: Umeå universitet - Tabellverket 1749-1859, Demografiska databasen, CEDAR, Umeå universitet. |                                                            |                                                            |                                                            |                                                            |